# Enele Sopoaga
Enele Sosene Sopoaga (né le 10 février 1956) est un diplomate et homme d'État tuvaluan. Il est brièvement (de septembre à décembre 2010) vice-Premier ministre et Ministre des Affaires étrangères, de l'Environnement et du Travail, dans le gouvernement du Premier ministre Maatia Toafa ; puis chef de l'Opposition au gouvernement de Willy Telavi.
Le 1er août 2013, dans le contexte d'une crise constitutionnelle, il est nommé Premier ministre par intérim. Le 4 août, il obtient la confiance du Parlement pour conserver ce poste.

## Éducation et carrière dans l'administration
En 1980, peu après l'accès des Tuvalu à l'indépendance, il débuta une carrière dans la haute fonction publique, devenant Administrateur chargé de l'Éducation dans le Ministère des Services sociaux de 1980 à 1986, puis Secrétaire assistant dans ce même ministère en 1986, avant d'être nommé Secrétaire assistant au Ministère des Affaires étrangères, chargé des relations avec l'Union européenne. En 1992, il obtint le poste de Secrétaire permanent (fonctionnaire supérieur le plus gradé) au Ministère des Affaires étrangères, toujours chargé des relations avec l'Union européenne. Il conserva ce poste jusqu'en 1995.
Dans le même temps, il entreprit des études au Royaume-Uni, et reçut un certificat d'Études diplomatiques à l'Université d'Oxford en 1990, puis un diplôme de maîtrise en arts à l'Université du Sussex en 1994.
En 1995, il fut nommé Secrétaire permanent au Ministère de la Santé, des Sports et du Développement des Ressources humaines. À partir de la fin des années 1990, toutefois, il fut nommé à des postes de représentant de son pays auprès d'instances internationales.

## Carrière diplomatique
À partir de 1998, il représenta les Tuvalu auprès d'instances telles le Forum des îles du Pacifique, et lors de conférences internationales, telles des réunions des États d'Afrique, des Caraïbes et du Pacifique, la convention de l'Union européenne sur l'avenir de la convention de Lomé, la Conférence générale de l'UNESCO, le Sommet mondial des Nations unies sur l'avancement des femmes, ou encore le Conseil du Programme des Nations unies pour le développement.
Il fut également Haut commissaire (ambassadeur) des Tuvalu aux Fidji, et conjointement auprès de la Papouasie-Nouvelle-Guinée et des Samoa.
Il a, par la suite, été représentant permanent (ambassadeur) de son pays auprès des Nations unies,, et vice-président de l'Alliance des Petits États Insulaires. Il a été décrit comme le « négociateur des Tuvalu en matière de changement climatique », chargé d'éveiller la conscience de la communauté internationale quant aux dangers encourus par les Tuvalu et les autres petits États insulaires face aux conséquences du changement climatique. Il fut le principal porte-parole de l'ensemble de ces nations lors de la conférence de Copenhague de 2009 sur le climat, et fut perçu comme un « héros national » aux Tuvalu en raison de ses efforts diplomatiques. À Copenhague, il fut en effet « l’un des principaux négociateurs demandant une action globale sur le changement climatique », permettant aux Tuvalu de « saisir […] l’attention du monde en raison de son fort engagement sur cette question ».
Dans le même temps, il fut à nouveau Secrétaire permanent du Ministère des Affaires étrangères.

## Carrière politique

### Au gouvernement (2010)
Frère cadet de l'ancien Premier ministre Saufatu Sopoaga (2002-2004), il entra en politique à son tour en 2010, postulant pour être député au Parlement national. Il fut élu député de la circonscription de Nukufetau. Certains commentateurs estimaient qu'il pourrait aspirer au poste de Premier ministre,. Il ne fut toutefois pas candidat au poste, et ce fut Maatia Toafa qui fut élu Premier ministre par les députés. Toafa forma un gouvernement composé en grande partie de députés élus pour la première fois, et qui lui avaient apporté leur soutien. Parmi eux, Sopoaga, qui reçut le poste de vice-Premier ministre et de Ministre des Affaires étrangères, de l'Environnement et du Travail.
En décembre 2010, en qualité de ministre des Affaires étrangères et de l'Environnement, il mena la délégation tuvaluane à la conférence de Cancun sur le climat. Ayant déclaré que les résultats de la conférence de 2009 à Copenhague n'avaient pas été satisfaisants, il informa les médias qu'il avait été, à Cancun, « plutôt encouragé par le changement qui a eu lieu. Cela aurait pu être pire, et je pense que les volontés étaient bonnes […] même si de nombreux problèmes demeurent ».

### Chef de l'opposition (2010-2013)
Quelques jours plus tard, le 21 décembre, le gouvernement fut renversé par une motion de censure parlementaire, adoptée par huit députés contre sept. Le Ministre de l'Intérieur, Willie Telavi, avait en effet quitté le gouvernement pour rejoindre l'opposition et permettre à celle-ci de démettre Toafa. Les députés protestaient ainsi contre certaines des dispositions du budget qui venait d'être voté, craignant notamment que le gouvernement ne finance plus entièrement le traitement de patients hospitalisés à l'étranger. Un nouveau premier ministre devant être choisi, Toafa annonça qu'il ne briguerait pas le poste, mais qu'il espérait voir les députés choisir Sopoaga pour lui succéder. Sopoaga se porta candidat, et obtint les voix de sept députés ; il fut battu par Telavi, qui en obtint huit.
Il devint alors chef de l'opposition. Il continua à appeler la communauté internationale à agir en réponse au changement climatique, notamment à travers des « techniques d'adaptation », un transfert de technologies durables à un prix abordable vers les pays en développement. Ceci permettrait un mode de vie durable, dit-il, et réduirait la dépendance des Tuvalu sur des pays donateurs. Il expliqua à Radio Australia que les Tuvalu souffraient désormais de périodes de sécheresse « longues et sévères », affectant l'agriculture. Il suggéra également qu'en réponse à la surpopulation de Funafuti, les Tuvaluans sur les autres îles et atolls devraient se voir attribuer les moyens financiers de rester sur leur île natale plutôt que de migrer vers la capitale. Lors d'un entretien avec Radio Australia, il évoqua par ailleurs le besoin de médias indépendants aux Tuvalu, qui présenteraient les actualités de manière objective plutôt qu'excessivement positive comme le souhaiterait, selon lui, le gouvernement. Il affirma que « le droit à des informations exactes est restreint par la censure »,.
Cette dernière inquiétude le mena, avec deux autres personnes, à établir l'entreprise médiatique Tala o Matagi (« Histoire des Vents ») en juin 2011. Insistant sur le droit des citoyens à une « information digne de confiance », sur des sujets politiques ou autres, il expliqua que le journal qu'il fondait ainsi prendrait initialement pour forme une lettre d'information hebdomadaire de quelques pages, en tuvaluan et en anglais, avec un tirage d'environ cent ou deux cents exemplaires (la population du pays n'étant que de quelques milliers).
Début 2012, il critiqua la décision du gouvernement Telavi d'établir des relations diplomatiques officielles avec « des pays ayant des problèmes politiques irrésolus qui inquiètent la communauté internationale » - l'Abkhazie, l'Ossétie du sud et l'Arménie (cette dernière dans le contexte de son différend territorial avec l'Azerbaïdjan). Sopoaga suggéra que la décision d'établir des relations diplomatiques avec un pays, quel qu'il fût, devrait être prise par le Parlement, et non pas exclusivement en conseil des ministres.

### La crise constitutionnelle de 2013
Le 21 décembre 2012, le décès du ministre des Finances Lotoala Metia prive le gouvernement de Willy Telavi d'une majorité claire au Parlement : il ne dispose plus que de sept sièges, soit autant que l'opposition dirigée par Sopoaga. Dès lors, le gouvernement ne convoque plus le Parlement. Une élection partielle doit se tenir pour le siège laissé vacant par Metia, à Nukufetau ; Telavi parvient à retarder sa tenue jusqu'à ce qu'une décision de justice le contraigne à permettre cette élection, le 28 juin 2013. Le siège est remporté par le candidat de l'opposition, Elisala Pita. L'opposition demande alors que le Parlement soit convoqué, afin que le gouvernement puisse être destitué par une motion de censure déposée par la nouvelle majorité. Telavi répond que la Constitution prévoit que le Parlement siège au minimum une fois par an : il considère donc ne pas avoir à convoquer l'assemblée avant décembre 2013. Le 3 juillet, face à ce refus, le gouverneur général Sir Iakoba Italeli fait usage de ses prérogatives constitutionnelles pour convoquer le Parlement pour le 30 juillet.
Ce jour-là, alors que l'opposition s'apprête à déposer une motion de censure, le ministre de la Santé Taom Tanukale démissionne de son poste de député, et donc également de son ministère. À la suite de la mort de Metia, et le ministre de l'Éducation Falesa Pitoi étant à l'étranger pour cause de maladie depuis décembre 2012, la démission de Tanukale ne laisse que quatre ministres en poste et actifs : le Premier ministre, le vice-Premier ministre, Kausea Natano, le ministre des Affaires étrangères, Apisai Ielemia, et la ministre de l'Intérieur, Pelenike Isaia. Le gouvernement, désormais nettement minoritaire, dispose par ailleurs du soutien du président du Parlement, mais n'a aucun simple député dans son camp. Le lendemain, la raison de la démission de Tanukale est révélée. Le président du Parlement, Kamuta Latasi, rejette la demande de l'opposition qu'une motion de censure soit votée ; il évoque l'existence d'un siège vacant. Latasi ajourne le Parlement, statuant que celui-ci ne se réunira à nouveau qu'après la tenue d'une élection partielle dans la circonscription de Tanukale. Il prolonge ainsi la survie politique du gouvernement Telavi.
L'opposition se tourne vers le gouverneur général, Sir Iakoba Italeli. Le 1er août, Telavi annonce son intention de limoger Sir Iakoba. Celui-ci prend les devants, et limoge le Premier ministre ; il nomme le chef de l'opposition officielle, Enele Sopoaga, Premier ministre par intérim. Le 2 août, le Parlement retire officiellement sa confiance dans le gouvernement Telavi, et l'opposition, majoritaire, prend le pouvoir.

### Premier ministre (2013-2019)
Le 4 août, le Parlement confirme Sopoaga au poste de premier ministre, par huit voix contre cinq. Il prête serment et nomme son gouvernement le lendemain. Ce premier mandat est très bref, puisque des élections doivent se tenir début 2015. Sopoaga consacre cette année et demi à dresser un bilan des priorités, focalisant les efforts de son gouvernement sur le développement des infrastructures sur les îles éloignées de la capitale, et sur un meilleur accès à l'éducation, y compris au moyen de bourses pour étudier à l'étranger. Il continue par ailleurs à attirer l'attention de la communauté internationale sur le danger que pose le réchauffement climatique pour son pays. Il participe à ce titre à la conférence de Lima en décembre 2014. Il y signe l'amendement Doha qui vise à reconduire le protocole de Kyoto jusqu'en 2020.
Pour les élections législatives de mars 2015, il est l'un des deux seuls candidats dans sa circonscription de Nukufetau, qui élit deux députés. Il est donc reconduit sans élection à son poste de député. Le 10 avril, la nouvelle assemblée le reconduit au poste de Premier ministre, avec une majorité parlementaire de douze sièges sur quinze. Il annonce pour priorités de « rendre les Tuvalu moins vulnérables au changement climatique et aux forces économiques mondiales »,.
En août 2019 il accueille et préside à Funafuti le sommet du Forum des Îles du Pacifique, qui se clôt sur un désaccord entre les petits États insulaires en développement et l'Australie du Premier ministre Scott Morrison quant à l'approche à adopter face au réchauffement climatique,.

### Chef de l'opposition (depuis 2019)
Il conserve son siège de député aux élections législatives de septembre 2019, mais trois de ses ministres perdent le leur. Le 19 septembre, la nouvelle majorité parlementaire élit au poste de Premier ministre Kausea Natano, le chef de l'opposition parlementaire sortante, par dix voix contre six pour Enele Sopoaga. Ce dernier devient alors le chef de l'opposition au Parlement.
Le 10 novembre 2023, le Premier ministre Natano signe avec le Premier ministre australien Anthony Albanese le traité de l'Union falepili. Par celui-ci, en réponse au réchauffement climatique, l'Australie permet à tout citoyen tuvaluan d'émigrer en Australie et d'y bénéficier pleinement de droits sociaux, avec un quota de 280 migrants par an. L'Australie s'engage à aider les Tuvalu à s'adapter au réchauffement climatique, notamment en construisant de nouvelles terres suffisamment au-dessus du niveau de la mer à Funafuti. Enfin, l'Australie se rend garante de la sécurité intérieure et de la défense des Tuvalu, les Tuvalu s'engageant en retour à ne signer aucun accord de sécurité et de défense avec un pays tiers sans l'accord de l'Australie. Enele Sopoaga décrit cet accord comme une expression du « défaitisme » de Kausea Natano face au réchauffement climatique, et dénonce ce qu'il qualifie de « pacte militaire déguisé en réponse au changement climatique » et attentatoire à la souveraineté des Tuvalu. De ce fait, le traité devient un enjeu de campagne pour les élections législatives de janvier 2024.